# Helen Kelesi
Helen Kelesi (Victoria, Canadá, 15 de noviembre de 1969) es una extenista canadiense, llegó a ser Top 15 del ranking de la WTA. Representó a Canadá en los Juegos Olímpicos de Seúl 88.